# Мартен, Гийом
Гийом Мартен (фр. Guillaume Martin; род. 9 июня 1993 в Париже, Франция) — французский профессиональный шоссейный велогонщик, выступающий с 2020 года за команду мирового тура «Cofidis»..

## Достижения
2015
1-й Льеж — Бастонь — Льеж U-23
4-й Ronde de l'Isard
10-й Тур де л’Авенир
1-й на этапе 5
2016
2-й Тур Австрии
4-й Тур де л’Авенир
8-й Rhône-Alpes Isère Tour
2017
1-й  Джиро ди Тоскана
1-й на этапе 2
1-й  Tour du Gévaudan Occitanie
1-й на этапе 1
1-й на этапе 4 Тур Лимузена
3-й Tour du Jura
6-й Polynormande
10-й Tour du Doubs
2018
1-й  Circuit de la Sarthe
1-й на этапе 3
3-й Тур Финистера
3-й Boucles de l'Aulne
4-й Tour du Doubs
5-й Чемпионат Франции в групповой гонке
5-й Гран-при Валлонии
5-й Гран-при Марсельезы
9-й Тур Германии
2019
2-й Джиро ди Сицилия
1-й на этапе 4
2-й Trofeo Campos, Porreres, Felanitx
5-й Тур Финистера
7-й Trofeo Andratx–Lloseta
7-й Trofeo Serra de Tramuntana
8-й Вуэльта Каталонии
8-й Classic Sud-Ardèche
8-й La Drôme Classic

## Статистика выступлений

### Многодневки
| Гранд-туры      |      |      |      |
| Гонка           | 2017 | 2018 | 2019 |
| Джиро д'Италия  | —    | —    |      |
| Тур де Франс    | 23   | 21   |      |
| Вуэльта Испании | —    | —    |      |

| —  | Не участвовал  |
| НФ | Не финишировал |